# Waagschale
Eine Waagschale ist ein Instrument oder Werkzeug zum Abwägen. Es kann ein Behälter zur Aufnahme der zu verwiegenden Masse sein. Die Waagschale muss tariert werden, um das tatsächliche Gewicht feststellen zu können (ohne Waagschale als solche mitzuwiegen). Die Schalen können unterschiedliche Formen haben: entweder als flache schüsselartige Aufnahme oder auch als glatte Fläche. 
Waagschalen werden entweder aufgehängt oder aufgelegt, je nach Bauart. Das Gewicht der Waagschale entspricht dem Tara (= Brutto minus Netto), falls nicht noch andere Behälter zur Aufnahme des eigentlichen Wiegeguts hinzukommen. Waagschalen sind unabdingbar, wenn Balkenwaagen betrieben werden. Dabei wird in die eine Schale das zu wiegende Gut gelegt, in die andere Schale kommen Gegengewichte bekannter Masse. Die Waage ist ausbalanciert, wenn die Massen in beiden Schalen (bzw. die Drehmomente bei Balkenwaagen mit ungleich langen Armen) gleich sind. Verschätzt man sich stark mit den Gegengewichten, dann fällt der andere Arm der Balancewaage bis zum Anschlag auf das Maximum.
Waagschalen sind Sinnbild für die Gerechtigkeit der Justiz; oft wird sie zusammen mit Justitia und einem Schwert abgebildet. Es soll dargestellt werden, dass sie widerstreitende Interessen des Klägers und des Beklagten abwägt. Dieser Ausgleich wird jedoch oft nicht dargestellt, um die Dynamik zu zeigen.

## Redewendung
Es gibt im Deutschen die Redewendung „Etwas in die Waagschale werfen“. Damit wird ein Argument auf eine Balancewaage gelegt, um herauszufinden, ob ein Pro- oder Contra-Argument schwerer wiegt.
Der Ausdruck „sein Schwert in die Waagschale werfen“ geht auf einen Bericht des Livius über den Gallierkönig Brennus zurück, der, als sich die besiegten Römer sträubten, die auferlegten Kriegskontribution nach den zu schweren Gewichten der Feinde abzuwiegen, höhnend auch noch sein Schwert in die Waagschale warf und dabei ausrief: „Vae victis!“ („Wehe den Besiegten!“)